# اتلدا بلیبتری
اتلدا بلیبتری (به انگلیسی: Ethelda Bleibtrey) ورزشکار زن رشتهٔ شنا اهل کشور ایالات متحده آمریکا است. وی در بین سال‌های ‎۱۹۲۰ میلادی در مسابقات بازی‌های المپیک تابستانی در مجموع ۳ مدال طلا را کسب کرد.